# Eriosynaphe
Eriosynaphe là chi thực vật có hoa trong họ Apiaceae.